# Lenka Lanczová
Lenka Lanczová, narozena jako Lenka Mužáková (* 29. prosince 1964 v Dačicích), je česká spisovatelka románů pro mládež a pro ženy. Od roku 1987 pracuje v městské knihovně ve Slavonicích.

## Životopis
Na základní školu chodila ve Slavonicích. Po maturitě na Střední ekonomické škole v Jindřichově Hradci pracovala rok u Okresní správy spojů. Ve 13 letech si uvědomila, že v dívčích románech není to, co by tam chtěla najít, proto začala psát. První kniha jí však vyšla až v roce 1992. Od té doby napsala a vydala přes 60 knih.

## Dílo
Hlavní hrdinou jejích knih je většinou dospívající dívka, která řeší své problémy s mezilidskými vztahy, které jsou často způsobené její odlišností od okolí. Autorka ve svých knihách píše o mladých nejen pro mladé.
V dvoudílném románu Lucky Luk, který je svým způsobem výjimkou v její tvorbě, je hlavním hrdinou starší kluk, který má problémy nejen s láskou, když potkává a ztrácí svou osudovou ženu, ale v prvním díle se také potýká se zákonem a dostane se až do vězení. Až na výjimky představuje každá kniha samostatný román.
Lenka Lanczová vydala také tři romány pro ženy – Manželky, milenky, zoufalky, Milenky a hříšníci a Vstupenka do ráje.
Autorka v letech 1992–2013 vydávala průměrně 3 až 4 knihy, poté vydala jen dvě. Většina knih jí vyšla v nakladatelství Víkend. Rovněž jí vyšla i povídka (či spíše novela) Andělé noci v knize Jak to bylo poprvé, na které se podílela spolu s dalšími pěti autorkami (mezi než patří i autorčina dcera Sandra).
Autorčiny knihy jsou v následujícím seznamu seřazeny podle roku vydání. Pouze v případě, že jde o pokračování předchozího titulu, je toto pokračování zařazeno hned za úvodní titul.
| - Počkej na mě, Radko! (1992) - Podej mi ruku, Radko! (1994) - Pojď se mnou, Radko! (1996) - Znamení Blíženců (1994) - Panna nebo Blíženec (1995) - Zadáno pro Blížence (1995) - Prázdniny pro zaláskované (1994) - Š jako Šarlota (1994) - Hvězda naděje (1994) - Lucky Luk 1 (1995) - Lucky Luk 2 (1996) - Království za botu (1995) - Schody do nebe (1995) - Blbej fór (1995) - Tajná láska (1996) - Mokrá louka (1996) - Super koťata (1996) - Past na kočku (1996) - Zlodějka snů (1996) - Všechno bude fajn (1997) | - Srdcový kluk (1997) - Sólo pro Kristýnu (1997) - Oranžové blues (1997) - Tři na lásku (1998) - Stopa v mém srdci (1998) - Souhvězdí Labutě (1998) - Dva kroky od ráje (1998) - Most do Země lásky (1999) - Střípky mých lásek (1999) - Půlnoční sny (1999) - Sonáta pro dvě srdce (1999) - Kam se vytrácí láska (2000) - Kde končí svět (2000) - Hořká chuť lásky (2001) - Postel plná růží (2003) - Pár minut lásky (2002) - Deváté nebe (2003) - Mokrá náruč léta (2003) - Doteky noci (2004) - Kapky rosy (2004) | - Lásky a nálezy (2004) - Sběratelka polibků (2005) - Čas něhy (2005) - Šeptej do ticha (2005) - Andělé noci (2006) - Zašeptej do vlasů (2006) - Nebe plné hvězd (2006) - Hříšná touha (2006) - Náhradní princ (2007) - Letní něžnosti (2007) - Vůně deště (2008) - Potížistka (2008) - Manželky, milenky, zoufalky (2009) - Pošeptej po větru (2009) - Milenky a hříšníci (2010) - Třináctá komnata (2010) - Létem políbená (2011) - Vstupenka do ráje (2011) - Dvakrát dospělá (2013) - Život na ostro (2014) - Těžká noc (2019) |  |

V anketě Moje kniha obsadila 1. místo mezi českými spisovateli a 3. místo celkově. Čtyři její knihy se umístily v první stovce absolutního pořadí a 15 knih mezi prvními 200 tituly.
- 23. místo – kniha Znamení blíženců
- 41. místo – kniha Postel plná růží
- 59. místo – kniha Mokrá náruč léta
- 78. místě – kniha Tajná láska